# Ottone II di Baviera
Ottone II di Wittelsbach (Kelheim, 7 aprile 1206 – Landshut, 29 novembre 1253) fu duca di Baviera e conte palatino del Reno.
Era figlio di Ludovico I di Baviera e di Ludmilla di Boemia.

## Biografia
A sedici anni (nel 1222) sposò la ventunenne Agnese del Palatinato, figlia di Enrico V del Palatinato e nipote del duca Enrico il Leone. Con questo matrimonio, i Wittelsbach ereditarono il Palatinato e lo tennero come possesso familiare sino al 1918. Da quel momento, inoltre, il leone divenne il simbolo araldico della Baviera e del Palatinato.
Ottone acquisì le ricche regioni di Bogen nel 1240, di Andechs e di Ortenburg nel 1248 come possessi dei Wittelsbach, espandendo i propri domini in Baviera. Con la contea di Bogen, inoltre, i Wittelsbach acquisirono la tipica bandiera a losanghe bianche e blu che da quel momento divenne la bandiera ufficiale della Baviera e del Palatinato.
Dopo che la disputa con l'imperatore Federico II ebbe termine, Ottone abbracciò la causa degli Hohenstaufen nel 1241. Sua figlia Elisabetta venne pertanto data in sposa ad un figlio di Federico, Corrado IV. Per questo motivo, Ottone venne scomunicato dal papa. 
Come i suoi predecessori, Ottone II venne sepolto nella cripta dell'abbazia di Scheyern.

## Matrimonio ed eredi
Dal matrimonio con Agnese del Palatinato nacquero i seguenti figli che raggiunsero l'età adulta:
- Elisabetta (1227-1273), sposò Corrado IV di Svevia e successivamente Mainardo II di Tirolo-Gorizia;
- Ludovico (1229-1294);
- Enrico (1235-1290);
- Sofia (1236-1289);
- Agnese (1240-1306).

## Ascendenza
|                       |                        |                                  | Genitori                                        |  |  | Nonni |  |  | Bisnonni                 |  |  | Trisnonni            |  |
|                       |                        |                                  |                                                 |  |  |       |  |  | Ottone IV di Wittelsbach |  |  | Eccardo I di Scheyem |  |
|                       |                        |                                  |                                                 |  |  |       |  |  | Ottone IV di Wittelsbach |  |  | Eccardo I di Scheyem |  |
|                       |                        | Richgarda di Weimar-Istria       |                                                 |  |  |       |  |  | Ottone IV di Wittelsbach |  |  |                      |  |
| Ottone I di Baviera   |                        |                                  |                                                 |  |  |       |  |  | Ottone IV di Wittelsbach |  |  |                      |  |
|                       |                        | Heilika di Pettendorf-Lengenfeld | Federico III di Pettendorf-Lengenfeld-Hopfenohe |  |  |       |  |  |                          |  |  |                      |  |
|                       |                        | Heilika di Pettendorf-Lengenfeld | Federico III di Pettendorf-Lengenfeld-Hopfenohe |  |  |       |  |  |                          |  |  |                      |  |
|                       |                        | Heilika di Pettendorf-Lengenfeld | …                                               |  |  |       |  |  |                          |  |  |                      |  |
| Ludovico I di Baviera |                        | Heilika di Pettendorf-Lengenfeld |                                                 |  |  |       |  |  |                          |  |  |                      |  |
|                       |                        | Luigi I di Loon                  | Adolfo II di Loon                               |  |  |       |  |  |                          |  |  |                      |  |
|                       |                        | Luigi I di Loon                  | Adolfo II di Loon                               |  |  |       |  |  |                          |  |  |                      |  |
|                       |                        | Luigi I di Loon                  | Adelaide/Agnese                                 |  |  |       |  |  |                          |  |  |                      |  |
| Agnese di Loon        |                        | Luigi I di Loon                  |                                                 |  |  |       |  |  |                          |  |  |                      |  |
|                       |                        | Agnese di Metz                   | Folmar V di Metz                                |  |  |       |  |  |                          |  |  |                      |  |
|                       |                        | Agnese di Metz                   | Folmar V di Metz                                |  |  |       |  |  |                          |  |  |                      |  |
|                       |                        | Agnese di Metz                   | Matilde di Dagsburg                             |  |  |       |  |  |                          |  |  |                      |  |
| Ottone II di Baviera  |                        | Agnese di Metz                   |                                                 |  |  |       |  |  |                          |  |  |                      |  |
|                       | Vladislao II di Boemia | Vladislao I di Boemia            |                                                 |  |  |       |  |  |                          |  |  |                      |  |
|                       | Vladislao II di Boemia | Vladislao I di Boemia            |                                                 |  |  |       |  |  |                          |  |  |                      |  |
|                       | Vladislao II di Boemia | Richeza di Berg                  |                                                 |  |  |       |  |  |                          |  |  |                      |  |
| Federico di Boemia    | Vladislao II di Boemia |                                  |                                                 |  |  |       |  |  |                          |  |  |                      |  |
|                       |                        | Gertrude di Babenberg            | Enrico di Babenberg                             |  |  |       |  |  |                          |  |  |                      |  |
|                       |                        | Gertrude di Babenberg            | Enrico di Babenberg                             |  |  |       |  |  |                          |  |  |                      |  |
|                       |                        | Gertrude di Babenberg            | …                                               |  |  |       |  |  |                          |  |  |                      |  |
| Ludmilla di Boemia    |                        | Gertrude di Babenberg            |                                                 |  |  |       |  |  |                          |  |  |                      |  |
|                       |                        | Géza II d'Ungheria               | Béla II d'Ungheria                              |  |  |       |  |  |                          |  |  |                      |  |
|                       |                        | Géza II d'Ungheria               | Béla II d'Ungheria                              |  |  |       |  |  |                          |  |  |                      |  |
|                       |                        | Géza II d'Ungheria               | Elena di Rascia                                 |  |  |       |  |  |                          |  |  |                      |  |
| Elisabetta d'Ungheria |                        | Géza II d'Ungheria               |                                                 |  |  |       |  |  |                          |  |  |                      |  |
|                       |                        | Efrosin'ja Mstislavna            | Mstislav I di Kiev                              |  |  |       |  |  |                          |  |  |                      |  |
|                       |                        | Efrosin'ja Mstislavna            | Mstislav I di Kiev                              |  |  |       |  |  |                          |  |  |                      |  |
|                       |                        | Efrosin'ja Mstislavna            | …                                               |  |  |       |  |  |                          |  |  |                      |  |
|                       |                        | Efrosin'ja Mstislavna            |                                                 |  |  |       |  |  |                          |  |  |                      |  |